# Frederick Parkes Weber
Frederick Parkes Weber (ur. 1863, zm. 1962) – brytyjski dermatolog. 
Jego ojciec, sir Hermann David Weber (1823-1918), był osobistym lekarzem królowej Wiktorii. Drugie imię, Parkes, zostało mu nadane na cześć przyjaciela ojca, sir Edmunda Parkesa. Ukończył Trinity College na Uniwersytecie Cambridge . Prowadził praktykę lekarską w Londynie.
Weber na przestrzeni pięćdziesięciu lat praktyki opublikował około 1200 artykułów i 23 książki. Opisał jako pierwszy wiele jednostek chorobowych, często noszących dziś jego imię; są to m.in.:
- zespół Klippla-Trénaunaya-Webera
- choroba Webera-Christiana
- choroba Rendu-Oslera-Webera
- zespół Sturge’a-Webera
- zespół Webera-Cockayne’a

Tak jak ojciec, był zapalonym numizmatykiem, członkiem Royal Numismatic Society. Zbiory monet Webera znajdują się obecnie w Boston Medical Library, British Museum, Bodleian Library w Oksfordzie i Fitzwilliam Museum w Cambridge.

## Publikacje
- Des amyotrophies. Paryż, 1889.
- On the association of chronic intestitial nephritis with pulmonary tuberculosis. Doctoral thesis. Cambridge, 1892.
- Muscular cramp in relation with the phenomena of angina pectoris. American Journal of the Medical Sciences, Thorofare, N.J., 1894.
- Cirrhosis of the liver and icterus of 4 years standing. British Medical Journal, London, 1896.
- (z Hermannem Weberem) The mineral waters and health resorts of Europe. London, 1898. 3rd edition, London, Smith, Elder & Co, 1907 pod tytułem Climatology and balneotherapy.
- Les paralysies générales progressives. Paryż, 1898.
- Abscès cérébral. [w:] Paul Camille Hippolyte Brouardel, Nicolas Augustin Gilbert: Traité de médecine. Paryż, 1901.
- Syphilis cérébrale.[w:] Brouardel, Gilbert: Traité de médecine. Paryż, 1901.
- Tumeurs cérébrale.[w:] Brouardel and Gilbert: Traité de médecine. Paryż, 1901.
- Climatology. Written with Guy Hinodale. [w:] Salomon Solis Cohen: The System of Physiologic Therapeutics. 2 volumes; Filadelfia 1901, 1902.
- A note on cutaneous telangiectases and their etiology. Comparison with the etiology of haemorrhoids and ordinary varicose veins. Edinburgh Medical Journal, 1904: 346-349.
- Pathology of old age. [w:] Thomas Clifford Allbutt, Sir Humphrey Davy Rolleston: The System of Medicine, 2nd edition, volume 1. Filadelfia, 1905.
- (z Hermannem Weberem) Hydrotherapy and balneotherapy. [w:] Allbutt and Rolleston’s The System of Medicine. 2nd edition, volume 1. Filadelfia, 1905.
- Multiple hereditary developmental angiomata (telangiectases) of the skin and mucous membranes associated with recurring haemorrhages. Lancet, Londyn, 1907; 2: 160-162.
- Angioma formation in connection with hypertrophy of limbs and hemihypertrophy. British Journal of Dermatology, Oxford, 1907, 19: 231.
- (z Hermannem Weberem) Climatology and balneotherapy. London, Smith, Elder & Co, 1907.
- Polycythaemia and erythraemia. [w:] Allbutt and Rolleston, The System of Medicine. 2nd edition, volume 5. Filadelfia 1909.
- Aspects of death and correlated aspects of life.[w:] Allbutt and Rolleston’s The System of Medicine, 1910.
- Pseudo-bulbar Paralysis. Saint Bartholomew’s Hospital Reports, London, XXIX.
- Traumatic pneumonia and traumatic tuberculosis.[w:] Allbutt and Rolleston’s The System of Medicine, 1916.
- Maladies des méninges. Nouveau traité de médecine, Paryż, 1912.
- Polycythaemia, erythrocytosis and arythraemia.[w:] Allbutt and Rolleston’s The System of Medicine, 1921.
- Pathologie générale évolutive. Paryż, 1921.
- Haemangiectactic hypertrophy of limbs - congenital phlebarteriectasis and so-called varicose veins. British Journal of Children’s Diseases, 15: 13; 1918.
- Haemorrhagic telangiectasia of the Osler-type «telangiectatic dysplasia» and isolated case, with discussion on multiple pulsating stellate telangiectases and other striking haemangiectatic conditions. British Journal of Dermatology, Oxford, 1936; 48: 182-193.